# Lignina peroxidasa
La enzima Lignina peroxidasa  EC 1.11.1.14 cataliza la reacción de oxidación del 1,2-bis(3,4-dimetoxyfenil)propano-1,3-diol a 3,4-dimetoxibenzaldehído y 1-(3,4-dimetoxifenil)etano-1,2-diol utilizando para ello peróxido de hidrógeno. Esta enzima utiliza como cofactor el grupo hemo.
1,2-bis(3,4-dimetoxyfenil)propano-1,3-diol + H2O2 {\displaystyle \rightleftharpoons } 3,4-dimetoxibenzaldehído + 1-(3,4-dimetoxifenil)etano-1,2-diol + H2O
Esta enzima la produce el hongo Phanerochaete chrysosporium en ocho variedades de aproximadamente 370 aminoácidos cada una.
- Lignina peroxidasa LG2. P49012.

- Lignina peroxidasa LG3. P21764.

- Lignina peroxidasa H2. P11542.

- Lignina peroxidasa LG5. P11543.

- Lignina peroxidasa LG6. P50622.

- Lignina peroxidasa H8. P06181.

- Lignina peroxidasa A. P31837.

- Lignina peroxidasa B. P31838.

Se tiene constancia de la producción de esta enzima por otros dos hongos, el Trametes versicolor (P20013) y el Phlebia radiata (P20010).
La enzima es secretada al exterior de la célula y necesita de dos iones calcio y un grupo hemo B (hierro-protoporfirina IX) por cada subunidad. Participa en la de polimerización de la lignina catalizando la rotura del enlace Cα-Cβ de las cadenas laterales propilo de la lignina. También oxidiza los alcoholes bencílicos a través de un radical catiónico aromático. En algunas isozimas el oxígeno molecular también puede participar en la reacción en condiciones aeróbicas.